# آزا-شاتونه
آزا-شاتونه (به فرانسوی: Azat-Châtenet) یک کمون در فرانسه است که در کروز واقع شده‌است. آزا-شاتونه ۹٫۵۱ کیلومتر مربع مساحت دارد ۵۰۰ متر بالاتر از سطح دریا واقع شده‌است.